# Biserica de lemn din Pietrarii de Sus

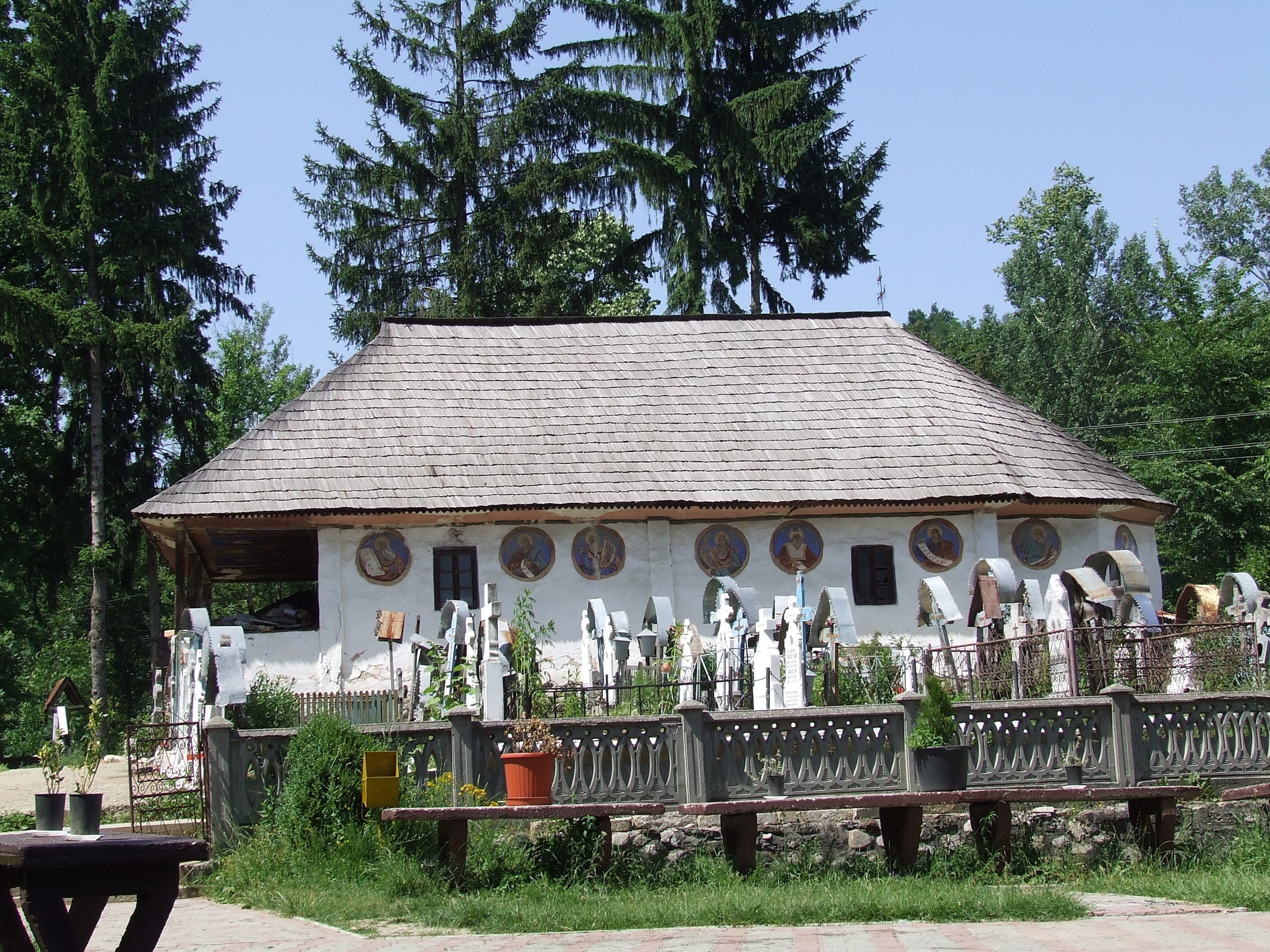
Biserica de lemn din Pietrarii de Sus, foto: 2009

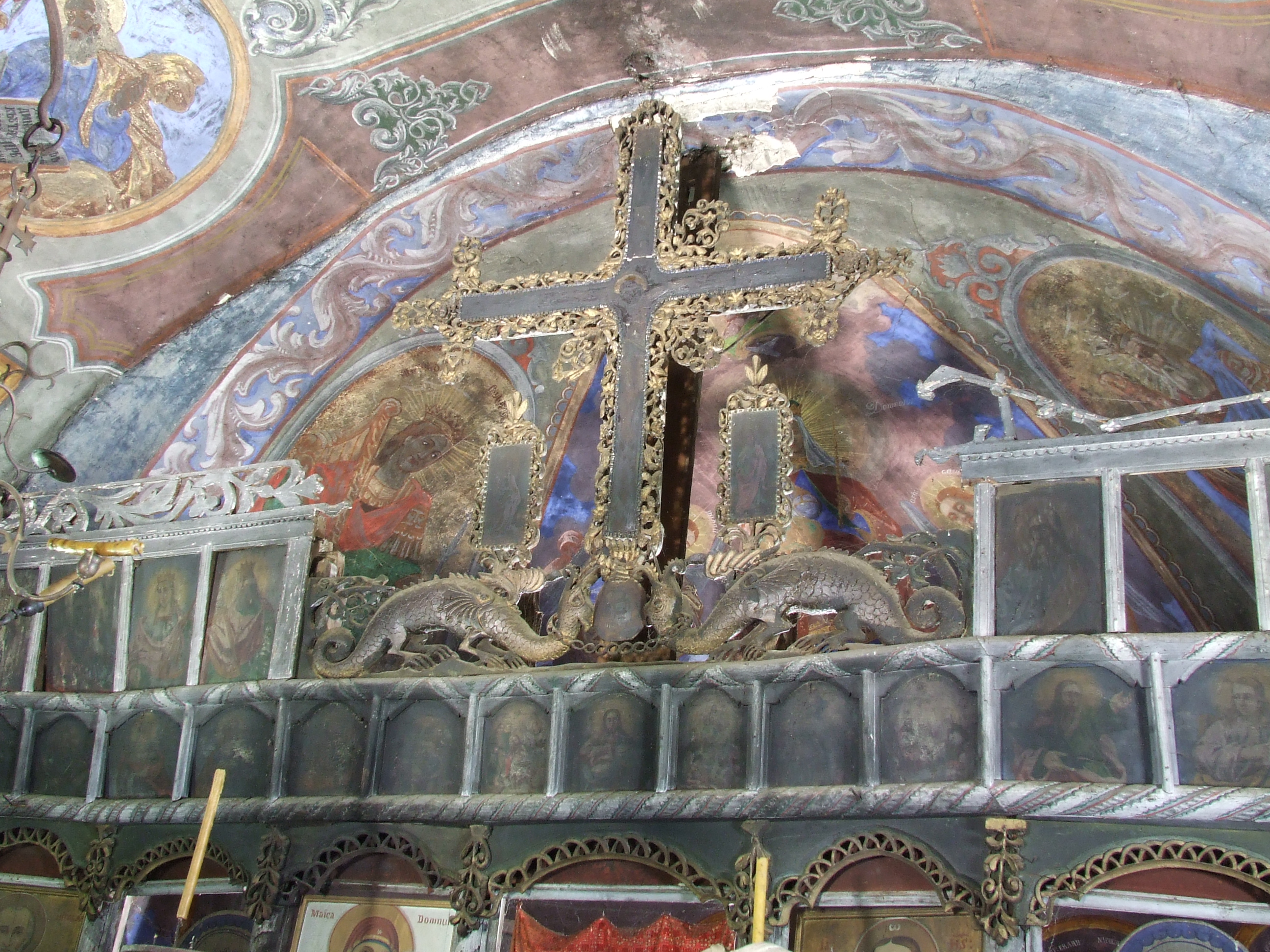
Detaliu la iconostasul bisericii de lemn din Pietrarii de Sus. Foto: 2009

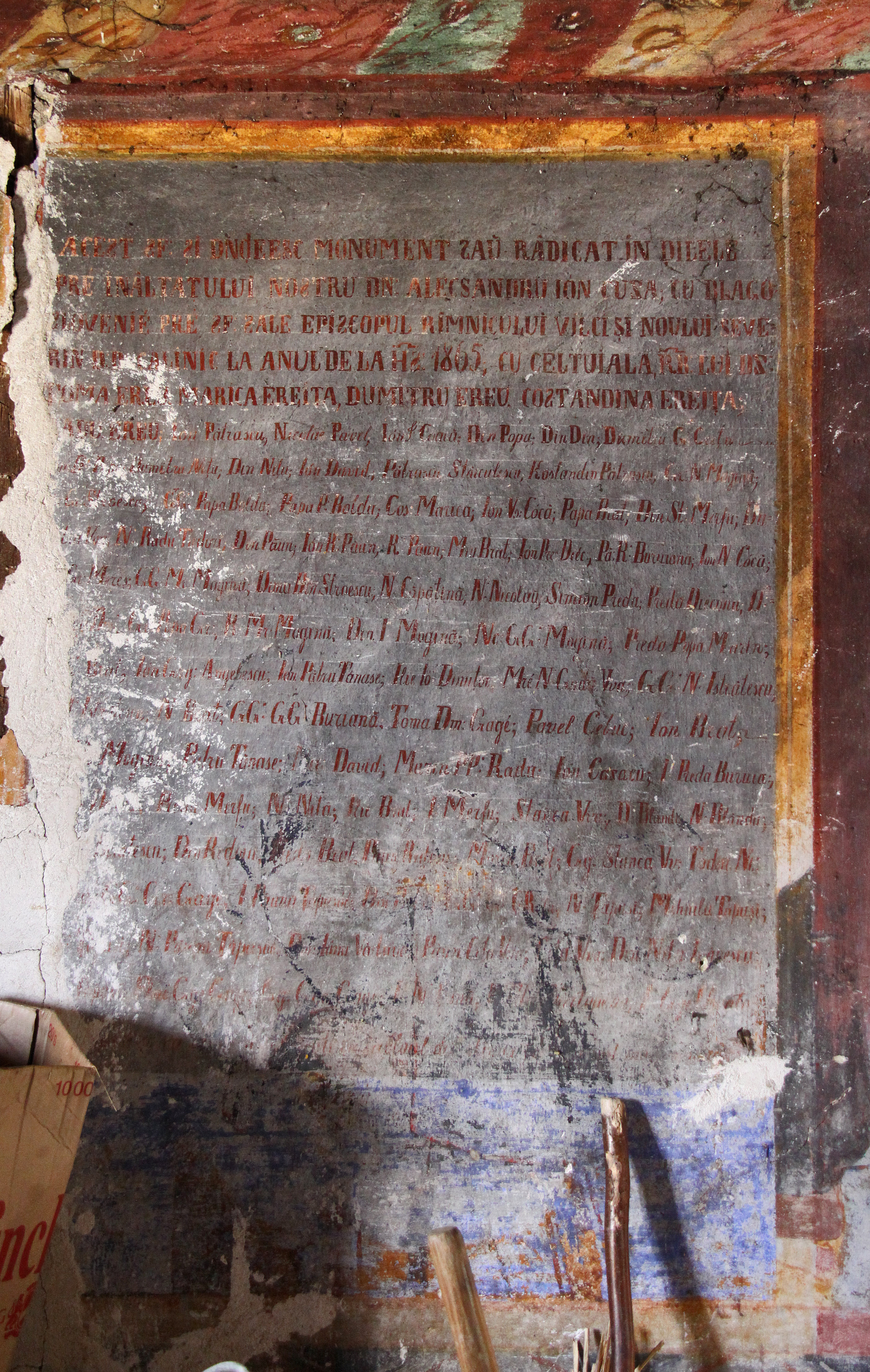
Pisania bisericii de lemn din Pietrarii de Sus, scrisă pe vremea domnitorului Alexandru Ioan Cuza. Foto: 2009

Biserica de lemn din Pietrarii de Sus se află în localitatea Pietrarii de Sus, județul Vâlcea. Biserica a fost ridicată în anul 1865. Se distinge prin sculptura valoroasă a iconostasului, pisania din vremea lui Alexandru Ioan Cuza și prin pictura murală de factură clasică semnată de N. Constandinescu zugravu. Biserica nu este înscrisă pe noua listă a monumentelor istorice, deși valențele ei o recomandă cu prisosință.

## Istoric
Anul ridicării bisericii a fost însemnat pe peretele interior, de-a stânga și de-a dreapta intrării. Textul pisaniei, scris în slova veacului 19, în noua grafie latină, oferă o întâlnire cu farmecul limbii române din epocă. Pisania se poate citi astfel: „ Acest sf. și Dndzeesc monument sau rădicat în dzilele pre înălțatului nostru dn. Alecsandru Ioan Cuza, cu blagoslovenie pre sf. sale episcopul Rîmnicului Vîlci și Noului Severin d.d. Calinic la anul de la HS. 1865 cu cheltuiala rb.lui Dz. Toma ereu, Marica ereița, Dumitru ereu, Costandina ereița, Radu ereu, Ion Pătrașiu, Nicolae Pavel, ...”. 